# I Wayne
I Wayne (pravim imenom Cliffroy Taylor) (Portmore, Jamajka je jamajčanski roots reggae glazbenik. Poznat je kao pjevač.
Poznat je po uspješnicama Living In Love i Can't Satisfy Her s njegovog prvog albuma Lava Grounda.
Odgajali su ga njegova tetka i njegov tetak Ansell Collins, poznati glazbenik.

## Diskografija

### Albumi
- Young Lions Volume 1
- Lava Ground
- Book of Life

## Vanjske poveznice
- VP Records  Arhivirana inačica izvorne stranice od 26. rujna 2011. (Wayback Machine) Službene stranice Ia Waynea
- Myspace I Wayne
- Billboard Diskografija